# Rhynchostruthus louisae
El picogordo somalí (Rhynchostruthu louisae) es una especie de ave paseriforme de la familia Fringillidae endémica del norte de Somalia. En el pasado se clasificó como una subespecie de R. socotranus actualmente se consideran especies separadas.

## Descripción
Los machos son de color gris pardo en general con un billete negro que es más pequeño que en los otros picogordo. Tiene una máscara oscura en la cara, y "parches" amarillos largos en las alas y en la cola. Las hembras son similares a los machos, aunque algo más tranquilas, las hembras juveniles son bastante rayadas y la máscara facial es la misma que en los machos.

## Ecología y estatus
El picogordo somalí de alas doradas se encuentra típicamente en el norte de Somalia, en uadis boscosos y áreas de matorrales, o en los bosques de juníperos de África del este. La fruta de este enebro forma parte de la dieta del picogordo somalí. Este picogordo es el menos conocido de los picogordos. Incluso antes del comienzo de la guerra civil somalí a finales de los años ochenta, se hacía poco trabajo de ornitológico en este país. Aunque no existe estimación del tamaño de la población de estas aves, es cierto que desde la década de 1930, las aves han disminuido en número, quizás debido a la pérdida de hábitat y, más recientemente, a la disminución de las lluvias en la región. Cuando se evaluó por primera vez como una especie distinta para la Lista Roja de la UICN de 2008, se clasificó como una especie casi amenazada.